# 電力広域的運営推進機関
電力広域的運営推進機関（でんりょくこういきてきうんえいすいしんきかん、英:Organization for Cross-regional Coordination of Transmission Operators, JAPAN）は、電気事業法（昭和39年7月11日法律第170号）に基づき、日本の電気事業の広域的運営を推進することを目的として設立された団体である。日本の全ての電気事業者が機関の会員となることを義務付けられている。機関は、会員各社の電気の需給状況を監視し、需給状況が悪化した会員に対する電力の融通を他の会員に指示する。略称は広域機関（こういききかん）またはOCCTO（オクト）である。2016年7月の送配電等業務指針によると、発電電力の送電網への給電は、供給過多になった場合、まず火力発電の電気から絞り込まれ、その後、バイオマス発電、自然変動電源（太陽光と風力）、長期固定電源（原子力や揚水除く水力）の順で抑制される。

## 設立の経緯
1999年、第145回国会において「電気事業法及びガス事業法の一部を改正する法律」（平成11年法律第50号）が制定され、この法律に基づいて、2000年3月に大口の需要家に対する電気の供給が自由化された。このために、従来の電力会社（一般電気事業者）以外の事業者（特定規模電気事業者）が、従来の電力会社が所有・管理する電力系統（送電線、変電所など）を借りて、その事業者の発電所から離れた大口の需要家に電気を供給することができるようになった。
自由化によって新たに電気事業に参入した企業は、従来の電力会社と顧客を奪い合う競争関係にある一方で、従来の電力会社から電力系統を借りる立場でもある。このため、新規事業者が電力系統を公平な条件で利用できることが、健全な競争と電気の安定供給のために必要なことであった。そこで、電力系統の円滑な運営を支援するための中立の機関が必要と考えられたので、2003年、第156回国会において「電気事業法及びガス事業法の一部を改正する等の法律」（平成15年法律第92号）が制定された。2004年、この法律の施行により、電気事業法第6章に「送配電等業務支援機関」に関する規定が新設された。経済産業大臣は、同年6月、この規定に基づいて、「電力系統利用協議会」を「送配電等業務支援機関」に指定した。
以来、協議会は役割を果たしてきたのであるが、2011年の東日本大震災・福島第一原子力発電所事故の後、電気料金や電気の安定供給に対する日本国民の関心が高まる中、日本政府は2013年4月、全面自由化と安定供給を両立する「電力システム改革」を段階的に進めることを決定した。全面自由化の際に安定供給が損なわれないように、中立の機関の権限を強化する必要が生じた。このため、同年11月、第185回国会において「電気事業法の一部を改正する法律」（平成25年法律第74号）が制定された。この法律の施行により、2015年4月1日に「電力広域的運営推進機関」が設立された。同時に「送配電等業務支援機関」に関する規定は削除されたために、従来の「電力系統利用協議会」は解散した。

## 年表
- 2014年（平成26年）
  - 8月22日、経済産業大臣、機関の設立を認可[8]。
- 2015年（平成27年）
  - 4月1日、機関、設立。
  - 4月8日、機関、電力融通の指示を初めて発出（中部電力と東北電力に東京電力への融通を指示）[9]。
  - 8月26日、機関、法務大臣からADR認証を取得[10][11]